# Strychnos oiapocensis
Strychnos oiapocensis är en tvåhjärtbladig växtart som beskrevs av Froes. Strychnos oiapocensis ingår i släktet Strychnos och familjen Loganiaceae. Inga underarter finns listade i Catalogue of Life.